# Aromas
|  | Per a altres significats, vegeu «Aromas (Califòrnia)». |

Aromas és un municipi francès situada dins lo departament del Jura i a la regió de Borgonya Franc Comtat. L'any 2007 tenia 526 habitants.

## Demografia

### Població
El 2007 la població de fet d'Aromas era de 526 persones. Hi havia 140 famílies de les quals 40 eren unipersonals (20 homes vivint sols i 20 dones vivint soles), 36 parelles sense fills, 60 parelles amb fills i 4 famílies monoparentals amb fills.
La població ha evolucionat segons el següent gràfic:

### Habitatges
El 2007 hi havia 191 habitatges, 154 eren l'habitatge principal de la família, 33 eren segones residències i 3 estaven desocupats. 178 eren cases i 13 eren apartaments. Dels 154 habitatges principals, 117 estaven ocupats pels seus propietaris, 29 estaven llogats i ocupats pels llogaters i 8 estaven cedits a títol gratuït; 1 tenia una cambra, 4 en tenien dues, 12 en tenien tres, 58 en tenien quatre i 79 en tenien cinc o més. 120 habitatges disposaven pel capbaix d'una plaça de pàrquing. A 68 habitatges hi havia un automòbil i a 71 n'hi havia dos o més.

### Piràmide de població
La piràmide de població per edats i sexe el 2009 era:
| Homes | Edats   | Dones |
| ----- | ------- | ----- |
| 0     | 95 o +  | 0     |
| 0     | 90 a 94 | 0     |
| 0     | 85 a 89 | 0     |
| 4     | 80 a 84 | 0     |
| 8     | 75 a 79 | 20    |
| 20    | 70 a 74 | 20    |
| 4     | 65 a 69 | 16    |
| 8     | 60 a 64 | 16    |
| 12    | 55 a 59 | 24    |
| 0     | 50 a 54 | 52    |
| 8     | 45 a 49 | 12    |
| 8     | 40 a 44 | 16    |
| 32    | 35 a 39 | 40    |
| 8     | 30 a 34 | 32    |
| 8     | 25 a 29 | 4     |
| 4     | 20 a 24 | 8     |
| 8     | 15 a 19 | 0     |
| 12    | 10 a 14 | 8     |
| 4     | 5 a 9   | 24    |
| 8     | 0 a 4   | 24    |

## Economia
El 2007 la població en edat de treballar era de 339 persones, 172 eren actives i 167 eren inactives. De les 172 persones actives 162 estaven ocupades (84 homes i 78 dones) i 10 estaven aturades (6 homes i 4 dones). De les 167 persones inactives 21 estaven jubilades, 21 estaven estudiant i 125 estaven classificades com a «altres inactius».

### Ingressos
El 2009 a Aromas hi havia 151 unitats fiscals que integraven 390 persones, la mediana anual d'ingressos fiscals per persona era de 17.136 €.

### Activitats econòmiques
Dels 16 establiments que hi havia el 2007, 1 era d'una empresa alimentària, 1 d'una empresa de fabricació d'altres productes industrials, 8 d'empreses de construcció, 2 d'empreses de comerç i reparació d'automòbils, 1 d'una empresa financera, 1 d'una empresa immobiliària, 1 d'una empresa de serveis i 1 d'una empresa classificada com a «altres activitats de serveis».
Dels 10 establiments de servei als particulars que hi havia el 2009, 2 eren paletes, 2 guixaires pintors, 1 fusteria, 1 lampisteria, 2 electricistes, 1 veterinari i 1 agència immobiliària.
L'any 2000 a Aromas hi havia 14 explotacions agrícoles que ocupaven un total de 532 hectàrees.

## Equipaments sanitaris i escolars
El 2009 hi havia una escola elemental.

## Poblacions més properes
El següent diagrama mostra les poblacions més properes.